# 캐리비안의 해적 (영화 시리즈)
캐리비안의 해적(영어: Pirates of the Caribbean)은 고어 버빈스키가 감독하고 제리 브룩하이머가 제작한 어드벤처 영화 시리즈이다.
이 시리즈는 방황하는 네덜란드인 전설을 원작으로 월트 디즈니 사의 테마 파크의 같은 이름의 놀이기구인 '캐리비안의 해적'에서 착안하여 만들었으며
, 주요 등장 인물로는 캡틴 잭 스패로우(조니 뎁 출연), 윌 터너(올랜도 블룸 출연), 엘리자베스 스완(키이라 나이틀리 출연) ,바르보사등이 있다.
2003년 7월 9일 첫 번째 영화인 《캐리비안의 해적: 블랙 펄의 저주》가 개봉되었다. 첫 번째 영화는 흥행에 성공했으며, 이러한 예상치 못한 성공에 월트 디즈니 픽처스는 3부작을 제작하고 있다고 밝혔다. 3년 후 2006년 7월 7일 《캐리비안의 해적: 망자의 함》이 개봉했다. 《망자의 함》은 세계적으로 총 $1,066,179,725(10억 달러 이상)를 벌어들이고, 월드와이드 개봉하루 최대 수입의 기록을 깨기도 하였으며, 누적 영화 매출 순위에서 총 4위이며, 세계에서 많은 양의 돈을 가장 빨리 번 영화가 되는 등 흥행에 크게 성공하였다. 시리즈 세 번째 영화인 《캐리비안의 해적: 세상의 끝에서》는 2007년 5월 24일 전 세계 동시 개봉했다. 월트 디즈니는 지금까지 세 편의 캐리비안의 해적 시리즈로 총 27.9억 달러(약 3조 7천억 원)
를 벌어들였다. 2008년 9월, 뎁이 네 번째 영화인 《캐리비안의 해적: 낯선 조류》에 계약을 했으며, 이는 2011년 5월 20일 개봉했다.
그리고 2017년에 5편 《죽은 자는 말이 없다》가 개봉했다.

## 주요 출연진
| 선장 잭 스패로우   | 조니 뎁         | 조니 뎁               | 조니 뎁               | 조니 뎁         | 조니 뎁           |                 |             |
| 선장 헥터 바르보사 | 제프리 러시     | 제프리 러시           | 제프리 러시           | 제프리 러시     | 제프리 러시       |                 |             |
| 조샤미 깁스        | 케빈 맥낼리     | 케빈 맥낼리           | 케빈 맥낼리           | 케빈 맥낼리     | 케빈 맥낼리       |                 |             |
| 윌 터너            | 올랜도 블룸     | 올랜도 블룸           | 올랜도 블룸           |                 | 올랜도 블룸       |                 |             |
| 엘리자베스 스완    | 키이라 나이틀리 | 키이라 나이틀리       | 키이라 나이틀리       |                 | 키이라 나이틀리   |                 |             |
| 제임스 노링턴      | 잭 대븐포트     | 잭 대븐포트           | 잭 대븐포트           |                 |                   |                 |             |
| 웨더비 스완        | 조너선 프라이스 | 조너선 프라이스       | 조너선 프라이스       |                 |                   |                 |             |
| 핀텔               | 리 애런버그     | 리 애런버그           | 리 애런버그           |                 |                   |                 |             |
| 라게티             | 매켄지 크룩     | 매켄지 크룩           | 매켄지 크룩           |                 |                   |                 |             |
| 마티               | 마틴 클레바     | 마틴 클레바           | 마틴 클레바           |                 | 마틴 클레바       | 마틴 클레바     | 마틴 클레바 |
| 아나마리아         | 조 샐다나       |                       |                       |                 |                   |                 |             |
| 데비 존스          |                 | 빌 나이               | 빌 나이               |                 |                   |                 |             |
| 부스트랩 (빌 터너) |                 | 스텔란 스카르스고르드 | 스텔란 스카르스고르드 |                 |                   |                 |             |
| 커틀러 베켓 경     |                 | 톰 홀랜더             | 톰 홀랜더             |                 |                   |                 |             |
| 티아 달마          |                 | 나오미 해리스         | 나오미 해리스         |                 |                   |                 |             |
| 샤오 펭            |                 |                       | 주윤발                |                 |                   |                 |             |
| 티그 선장          |                 |                       | 키스 리처즈           | 키스 리처즈     |                   |                 |             |
| 안젤리카           |                 |                       |                       | 페넬로페 크루스 |                   |                 |             |
| 검은 수염          |                 |                       |                       | 이언 맥셰인     |                   |                 |             |
| 스크럼             |                 |                       |                       | 스티븐 그레이엄 | 스티븐 그레이엄   | 스티븐 그레이엄 |             |
| 살라자르 선장      |                 |                       |                       |                 | 하비에르 바르뎀   |                 |             |
| 헨리               |                 |                       |                       |                 | 브렌턴 스웨이츠   |                 |             |
| 카리나 스미스      |                 |                       |                       |                 | 카야 스코델라리오 |                 |             |

## 같이 보기
- 방황하는 네덜란드인 전설
- 방황하는 네덜란드인
- 리하르트 바그너